# Kingisepp
Kingisepp (rusko Ки́нгисепп ali Кингисе́пп), prej Jamburg (Я́мбург), Jam (Ям) in Jama (Я́ма; Votic Jaama) je mesto in upravno središče Kingiseppskega rajona Leningrajske oblasti v Rusiji, ki leži ob reki Lugi 138 km jugozahodno od Sankt Peterburga, 20 km vzhodno od Narve in 40 km južno od Finskega zaliva. Leta 2010 je imel 48.488 prebivalcev.

## Zgodovina

### 14. stoletje
Mesto je bilo prvič omenjeno leta 1384, ko so Novgorodčani pod Patrikasom tam zgradili trdnjavo Jam proti Švedom. Imenovala se je Jama ali Jamski Gorodok, po ižorskem (etnična finska skupina) imenu Jaama. Okolica mesta še vedno velja za glavno lokacijo govorcev skoraj izumrlega ižorskega jezika. Utrdba je vzdržala obleganja Švedov leta 1395 in Tevtonskih vitezov med vojno v letih 1444–1448.

### 15.–16. stoletje
Mesto je postalo pomemben gospodarski center Vodaskaje pjatine v Novgorodski republiki. V 15. stoletju je bila v mestu 201 kmetija; njegovo prebivalstvo lahko ocenimo samo z oceno 3–5 ljudi na kmetijo. Na koncu livonske vojne je postala del Švedske, dvanajst let pozneje, leta 1595, pa je bila ponovno vrnjena Novgorodski republiki.

### 17. stoletje
Po Stolbovski pogodbi je bilo mesto ponovno predano Švedom, ki so obdržali ime, ki je po švedski ortografiji postalo Jama ali Jamo. V letih 1656–1658 so mesto popolnoma uničile ruske vojske, nedotaknjena je bila samo utrdba. Leta 1681 so Švedi utrdbo porušili. Vprašljivo je, če si je mesto s večinskim ruskim prebivalstvom kdaj opomoglo.